# Tshelpa-Kagyü
Die Tshelpa-Kagyü (tib.: tshal pa bka' brgyud) ist eine der vier großen Schulen der Kagyü-Schulrichtung (Barom-, Karma-, Phagdru- und Tshelpa-Kagyü) des tibetischen Buddhismus, der sich wiederum in vier Hauptschulen (Nyingma, Kagyü, Sakya und Gelug) aufteilt. Sie wurde von Lama Shang (bla ma zhang bzw. zhang g.yu brag pa brtson 'gru brags pa; 1123–1193), einem Schüler von Dagpo Gomtshül (1116–1169) gegründet und ist nach ihrem Gründungskloster, dem 1175 von ihm gegründeten Tshelpa-Kloster, benannt. Dungthso Repa gehörte dieser Schule an.